# Каменово
Каменово је насеље у Србији у општини Петровац на Млави у Браничевском округу. Према попису из 2022. било је 697 становника.
Постоји легенда да је име настало од једног догађаја. Наиме, једну младу девојку је силовао ловац и становници села одлуче да га осуде на смрт. Пресуда је извршена код записа, каменовањем. Од тог дана је село прво названо Каменовање, да би потом било скраћено у Каменово.
Каменово има дугу традицију пчеларења. Тврди се да је једино село које је за време Турака плаћало харач (десетак) у меду. Умеће гајења пчела су у село донели монаси манастира Витовница. Стога се сматра да традиција пчеларења у овом селу траје од 14. века. Данас, са скоро 3000 пчелињих друштава, на сваког становника села долазе 2,3 кошнице по чему је Каменово рекордер у Србији. У 2011. години је у овом селу произведено 150 тона меда, што је 5% укупне производње меда у Србији, а 50% матичног млеча произведеног у Србији потиче из Каменова. Једном годишње се одржава у овом селу и сајам пчелара, манифестација „Дани млавско-хомољских пчелара“. У центру села постоји бронзана скулптура пчеле која је симбол села.

## Демографија
У насељу Каменово живи 823 пунолетна становника, а просечна старост становништва износи 43,3 година (41,4 код мушкараца и 45,0 код жена). У насељу има 292 домаћинства, а просечан број чланова по домаћинству је 3,46.
Ово насеље је великим делом насељено Србима (према попису из 2002. године), а у последња три пописа, примећен је пад у броју становника.
|  |

| Демографија | Демографија | Демографија |
| Година      | Становника  | Становника  |
| ----------- | ----------- | ----------- |
| 1948.       | 1.612       |             |
| 1953.       | 1.628       |             |
| 1961.       | 1.587       |             |
| 1971.       | 1.555       |             |
| 1981.       | 1.411       |             |
| 1991.       | 1.227       | 1.068       |
| 2002.       | 1.010       | 1.201       |
| 2011.       | 914         |             |

| Етнички састав према попису из 2002.‍ | Етнички састав према попису из 2002.‍ | Етнички састав према попису из 2002.‍ | Етнички састав према попису из 2002.‍ | Етнички састав према попису из 2002.‍ |
| ------------------------------------ | ------------------------------------ | ------------------------------------ | ------------------------------------ | ------------------------------------ |
|                                      |                                      |                                      |                                      |                                      |
| Срби                                 | Срби                                 |                                      | 998                                  | 98,81%                               |
| Роми                                 | Роми                                 |                                      | 2                                    | 0,19%                                |
| Мађари                               | Мађари                               |                                      | 2                                    | 0,19%                                |
| Црногорци                            | Црногорци                            |                                      | 1                                    | 0,09%                                |
| Словенци                             | Словенци                             |                                      | 1                                    | 0,09%                                |
| Македонци                            | Македонци                            |                                      | 1                                    | 0,09%                                |
| Југословени                          | Југословени                          |                                      | 1                                    | 0,09%                                |
| непознато                            | непознато                            |                                      | 4                                    | 0,39%                                |

| Година пописа     | 1948. | 1953. | 1961. | 1971. | 1981. | 1991. | 2002. |
| ----------------- | ----- | ----- | ----- | ----- | ----- | ----- | ----- |
| Број домаћинстава | 368   | 367   | 391   | 380   | 367   | 316   | 292   |

| Број чланова      | 1  | 2  | 3  | 4  | 5  | 6  | 7  | 8 | 9 | 10 и више | Просек |
| ----------------- | -- | -- | -- | -- | -- | -- | -- | - | - | --------- | ------ |
| Број домаћинстава | 52 | 63 | 46 | 45 | 37 | 24 | 16 | 8 | 1 | 0         | 3,46   |

| Пол    | Укупно | Неожењен/Неудата | Ожењен/Удата | Удовац/Удовица | Разведен/Разведена | Непознато |
| ------ | ------ | ---------------- | ------------ | -------------- | ------------------ | --------- |
| Мушки  | 402    | 79               | 281          | 26             | 16                 | 0         |
| Женски | 448    | 59               | 268          | 110            | 11                 | 0         |
| УКУПНО | 850    | 138              | 549          | 136            | 27                 | 0         |

| Пол    | Укупно                    | Пољопривреда, лов и шумарство | Рибарство                            | Вађење руде и камена | Прерађивачка индустрија       |
| ------ | ------------------------- | ----------------------------- | ------------------------------------ | -------------------- | ----------------------------- |
| Мушки  | 258                       | 117                           | 0                                    | 4                    | 57                            |
| Женски | 202                       | 104                           | 0                                    | 0                    | 37                            |
| УКУПНО | 460                       | 221                           | 0                                    | 4                    | 94                            |
| Пол    | Производња и снабдевање   | Грађевинарство                | Трговина                             | Хотели и ресторани   | Саобраћај, складиштење и везе |
| Мушки  | 4                         | 6                             | 25                                   | 6                    | 8                             |
| Женски | 0                         | 0                             | 15                                   | 1                    | 1                             |
| УКУПНО | 4                         | 6                             | 40                                   | 7                    | 9                             |
| Пол    | Финансијско посредовање   | Некретнине                    | Државна управа и одбрана             | Образовање           | Здравствени и социјални рад   |
| Мушки  | 0                         | 5                             | 8                                    | 8                    | 4                             |
| Женски | 0                         | 1                             | 0                                    | 11                   | 26                            |
| УКУПНО | 0                         | 6                             | 8                                    | 19                   | 30                            |
| Пол    | Остале услужне активности | Приватна домаћинства          | Екстериторијалне организације и тела | Непознато            | Непознато                     |
| Мушки  | 4                         | 0                             | 0                                    | 2                    | 2                             |
| Женски | 5                         | 0                             | 0                                    | 1                    | 1                             |
| УКУПНО | 9                         | 0                             | 0                                    | 3                    | 3                             |